# La Forêt-Auvray
La Forêt-Auvray település Franciaországban, Orne megyében. Lakosainak száma 171 fő (2018. január 1.). La Forêt-Auvray Les Isles-Bardel, Bréel, Ménil-Hermei, Saint-Aubert-sur-Orne, Sainte-Honorine-la-Guillaume és Saint-Philbert-sur-Orne községekkel határos.

## Népesség
A település népességének változása:
| Lakosok száma | 320  | 269  | 235  | 200  | 195  | 204  | 179  | 174  | 173  | 171  |
|               | 1962 | 1968 | 1975 | 1982 | 1990 | 2008 | 2013 | 2015 | 2017 | 2018 |